# Warrabah-Nationalpark
Der Warrabah-Nationalpark ist ein Nationalpark im Nordosten des australischen Bundesstaates New South Wales, 371 km nördlich von Sydney und rund 70 km westlich von Armidale. Er liegt auf halbem Wege zwischen der Kleinstadt Kingstown und dem Split-Rock-Stausee am Manilla River.
Die wichtigste Sehenswürdigkeit im Park ist der Namoi River, der einen 15 km langen und 245 m tiefen Canyon in die Hochfläche eingefräst hat. Beliebte Freizeitaktivitäten sind Kanufahren, Luftmatratzenfahren, Klettern und Wandern.